# دايجيرو تاكاكووا
دايجيرو تاكاكووا (高桑 大二朗) (ولد 10 أغسطس 1973) هو لاعب كرة قدم ياباني سابق، شارك في كأس آسيا 2000.

## روابط خارجية
- دايجيرو تاكاكووا على موقع رابطة كرة القدم اليابانية للمحترفين (اليابانية)
- دايجيرو تاكاكووا على موقع قاعدة بيانات كرة القدم.إي يو (الإنجليزية)
- دايجيرو تاكاكووا على موقع ناشيونال فوتبول تيمز (الإنجليزية)
- دايجيرو تاكاكووا على موقع Soccerway.com (الإنجليزية)
- دايجيرو تاكاكووا على موقع عالم كرة القدم.نت (الإنجليزية)

1. ↑  "معلومات عن دايجيرو تاكاكووا على موقع transfermarkt.com". transfermarkt.com. مؤرشف من الأصل في 2020-03-28. {{استشهاد ويب}}: |archive-date= / |archive-url= timestamp mismatch (مساعدة)
2. ↑  "معلومات عن دايجيرو تاكاكووا على موقع data.j-league.or.jp". data.j-league.or.jp. مؤرشف من الأصل في 2018-08-23.
3. ↑  "معلومات عن دايجيرو تاكاكووا على موقع int.soccerway.com". int.soccerway.com. مؤرشف من الأصل في 2019-12-19.

دايجيرو تاكاكووا على فرق كرة القدم الوطنية.كوم